# Crepuscolo nella natura selvaggia
Crepuscolo nella natura selvaggia è un dipinto del 1860 del pittore americano Frederic Edwin Church. I boschi degli Stati Uniti nord-orientali sono mostrati contro un sole al tramonto che colora enfaticamente le nuvole. John K. Howat ha descritto il dipinto come «uno dei suoi più belli di sempre» e come «l'esempio più toccante delle raffigurazioni dei boschi nordamericani di Church e la loro rappresentazione più famosa nella pittura del XIX secolo».

## Storia
Nel 1860 il dipinto fu esposto, dall'8 giugno al 25 luglio, al Goupil di New York. Fu stato ben accolto, e gli osservatori che hanno posto in relazione la  purezza della natura con la spiritualità. I critici l'hanno descritta come una «scena astorica, senza  curiosità se non quella per una natura selvaggia, senza alcun tipo di associazione uman» e «Natura con le mani giunte, inginocchiata nella sua preghiera serale». Altri vedevano "banalmente" la natura, come il Cosmopolitan Art Journal, che la definì l'opera «indegna dell'artista, essendo un semplice pezzo di pittura di scena, che era vanitoso esporre».
Il dipinto, originariamente nelle proprietà di William T. Walters, fu acquisito da John Taylor Johnston nel 1866 e poi venduto a John Work Garrett nel 1876.  Fu ereditato dalla figlia Mary Garrett che lo vendette all'amico di famiglia Robert de Forest. Il fratello di questi, Lockwood de Forest. lo ereditò nel 1931, e il dipinto seguì i passaggi ereditari della famiglia finché, negli anni '60, il nipote di Lockwood lo cedette. Fu infine acquistato dal Cleveland Museum of Art nel 1965.

## Descrizione
Dipinto durante un periodo di crescente interesse americano per la natura incontaminata (il libro Walden ovvero Vita nei boschi di Thoreau era stato pubblicato nel 1854) questo paesaggio non presenta segni di attività umana; l'unico ceno di vita animale è un piccolo uccello appollaiato a sinistra. Come molti dei dipinti di Church, l'immagine è probabilmente una ricomposizione di schizzi presi sul posto, specialmente nel Maine, luogo che Church aveva visitato sovente.  Infatti egli anni 1850 si era recato  molte volte all'Isola di Mount Desert e al Monte Katahdin, allora aree particolarmente remote.
Come le altre grandi opere di questo pittore, la natura viene rappresentata in maniera molto dettagliata. Il cielo è dipinto abilmente in gradazioni di porpora, arancione e giallo e rivela l'influenza su Church del famoso paesaggista inglese William Turner.
Agli osservatori più sensibili, il dipinto appare contenere distinti simboli religiosi: il ceppo d'albero è un "altare selvaggio" su cui c'è una piccola croce formata da schegge di legno, ed è evidente il profilo di un angelo; i tre alberi che incorniciano la scena a destra simboleggiano le tre croci del Calvario, Huntington suggerisce che un piccolo frammento di nuvola (o alternativamente un piccolo spazio tra le nuvole), allineato al ceppo d'albero, evochi lo "Spirito Santo".
La natura selvaggia americana e il cielo turbolento qui raffigurati, mentre scende la notte, sono anche stati interpretati in modo apocalittico, quasi una metafora del paese che stava cadendo nella discordia e sull'orlo della guerra civile. In questa accezione, il dipinto è considerato patriottico. E similmente anche il Crepuscolo nelle Catskills (1860) di Sanford Robinson Gifford è stato interpretato in allo stesso modo.